# Vera Sessina
 (janvier 2025).
Si vous disposez d'ouvrages ou d'articles de référence ou si vous connaissez des sites web de qualité traitant du thème abordé ici, merci de compléter l'article en donnant les références utiles à sa vérifiabilité et en les liant à la section « Notes et références ».
Vera Valerievna Sessina, en russe : Вера Валерьевна Сесина, est une gymnaste rythmique russe, née le 23 février 1986 à Sverdlovsk, RSS d'Ukraine, en URSS.
Elle a commencé la gymnastique rythmique en 1993 et s'entraîne actuellement au MGFCO - Dinamo de Moscou.
Vera Sessina a remporté le championnat d'Europe de gymnastique de 2006, battant la championne européenne et championne olympique Alina Kabaeva. Dans la préfecture de Mie au Japon, Vera Sessina a terminé sa saison en remportant trois compétitions de la finale de la Coupe du Monde de la Fédération internationale de gymnastique.
Elle a mis fin à sa carrière en 2009, après les championnats d'Europe à Bakou. Elle fait désormais partie de la Commission des athlètes de la Fédération internationale de gymnastique, où elle représente la gymnastique rythmique.